# Courage C30LM
La Courage C30LM, chiamata anche Courage C30, è una vettura da competizione realizzata dalla Courage Compétition nel 1994. La vettura ha preso parte alla 24 di Le Mans, dal 1993.

## Descrizione e storia
La C30 è stata la prima vettura sportiva a portare il nome di Yves Courage. Fino al 1993 le sue vetture sportive correvano con il nome Cougar. Le C30 furono costruite principalmente per partecipare alla 24 ore di Le Mans.
Come per le precedenti vetture Cougar, anche la Courage C30 ebbe in dote molte componenti meccaniche di derivazione Porsche. L'auto corse nella classe C2. Il motore era il 3 litri boxer turbo della Porsche 935 e anche la trasmissione era fornita dalla Porsche. Il telaio era derivato dalla Porsche 962, ma la Courage lo ricostruì e gli apportò alcune modifiche aerodinamiche.  La vettura calzava pneumatici da corsa Goodyear.
Yves Courage ingaggiato Derek Bell e il francese Pascal Fabre. In gara vennero schierate tre C30: una si piazzo decimo, altra undicesima e una si ritirò, con la vittoria che andò alla Toyota 93C. Le vetture finirono quinto e sesto nella classe C2.